# Панченко Володимир Федорович
Володи́мир Фе́дорович Па́нченко (нар. 1923, с. Василівка (Тиврівська селищна громада) , Вінницька область) — †1972, м. Ужгород) — український радянський письменник.

## Біографія
Народився 7 липня 1923 р. на хуторі Шостаківка (тепер у складі с. Василівка (Тиврівська селищна громада) на Вінниччині. Початкову освіту отримував у рідному селі, середню — у сісідньому Тиврові. Перед Другою світовою війною разом з батьками був інтернований на Далекий Схід. Звідти був призваний в армію. Служив з 1941 по 1948 р. на Півночі та Далекому Сході. Був армійським журналістом. Після демобілізації — кореспондент Українського радіо, у 1952—1965 рр. — редактор видавництва «Карпати» в Ужгороді. Тоді ж здобуває вищу освіту, закінчивши українське відділення філологічного факультету Ужгородського університету (1957). Після 1965 р. — на редакційній роботі в газеті «Закарпатська правда».
Помер 31 грудня 1972 р. в Ужгороді.

## Літературна діяльність
Поет.

Почав друкуватися ще юнаком у 1939 р. в газетах Вінниччини «Ударник соцбудівництва», «Більшовицька правда», «Молодий більшовик». Після війни активно друкується українською і російською мовами у центральній і республіканській пресі з віршами, нарисами, оповіданнями в альманахах та піснями у репертуарних збірниках. У доробку сотні публікацій, документальна повість «На поклик жайворонка», фрагменти історичного роману російською мовою «У підніжжя Світ-гори» (1954), статті про творчість С. Руданського, В. Свідзінського, спогади про Ю. Гойду, П. Комарова, Ф. Потушняка та ін. Матеріали про участь співвітчизників у лавах Французького Руху Опору (Йосип Кліщ, Володимир Берсоєв). Окремі вірші друкувалися у перекладах білоруською, бурятською, казахською, башкирською, туркменською, литовською, російською, угорською, чеською та ін.

Лірична поезія просякнута любов'ю до батьківщини, до її трударів та героїчних захисників, — зазначається у радянській критиці. В автобіографії поет головною темою своєї творчості називає «героїку ратних днів та мирних буднів».

|                        | А вірші справді гарні, підкуповують простою і щирістю, чистотою, мов перемитою мовою – явище в нашій сучасній поезії, що не так вже часто зустрічається. |
| — Леонід Первомайський | |

Видання окремими книгами: 

- «Камінь-дерево» (1959)
- «Неспокійний характер» (1960)
- «Заспів» (1962)
- «Гойдалочка» (1963)
- «На все життя» (1965)
- «Пісенька в горах» (1965, 1968) (рос. мовою)
- «Погрозлива птиця» (1969) (рос. мовою)
- «Квіти під хмарами» (1971),
- «Нагадай мені, пісне» (1973)
- «Де ялиночки високі» (1974).

Незадовго до смерті приймають до Спілки письменників України (1972).

У Державному архіві Вінницької області створено фонд письменника.